# Кингс, Питер
Питер Нгози Кингс (англ. Peter Ngozi Kings; род. 4 апреля 2001, Абакалики) — нигерийский футболист, полузащитник клуба «Карван».

## Карьера

### «Динамо-Авто»
В апреле 2022 года перешёл в белорусский клуб «Слуцк» из нигерийского клуба «Голден Бут». В основном выступал за дублирующий состав клуба, а матчи основной команды смотрел со скамейки запасных, так и не дебютировав за клуб. Летом 2022 года покинул клуб. В сентябре 2022 года на правах свободного агента перешёл в тираспольское «Динамо-Авто». Дебютировал за молдавский клуб 3 сентября 2022 года против «Петрокуба», выйдя в стартовом составе и отыграв весь матч. По итогу первой половины сезона футболист вместе с клубом занял последнее место в турнирной таблице и отправился во вторую фазу за место в Суперлиге. Дебютными голами отличился в матче 31 марта 2023 года против клуба «Фалешты», оформив дубль. Вместе с клубом стал победителем раунда плей-офф, где в финале 24 мая 2023 года победил кишинёвскую «Викторию», оформив свой очередной дубль. По окончании сезона покинул тираспольский клуб.

### «Карван»
В сентябре 2023 года на правах свободного агента присоединился к азербайджанскому клубу «Карван», где в скором времени закрепился, став одним из основных игроков. Вместе с клубом в 2025 году стал бронзовым призёром чемпионата, заработав прямое повышение в высший дивизион. 